# 지상역

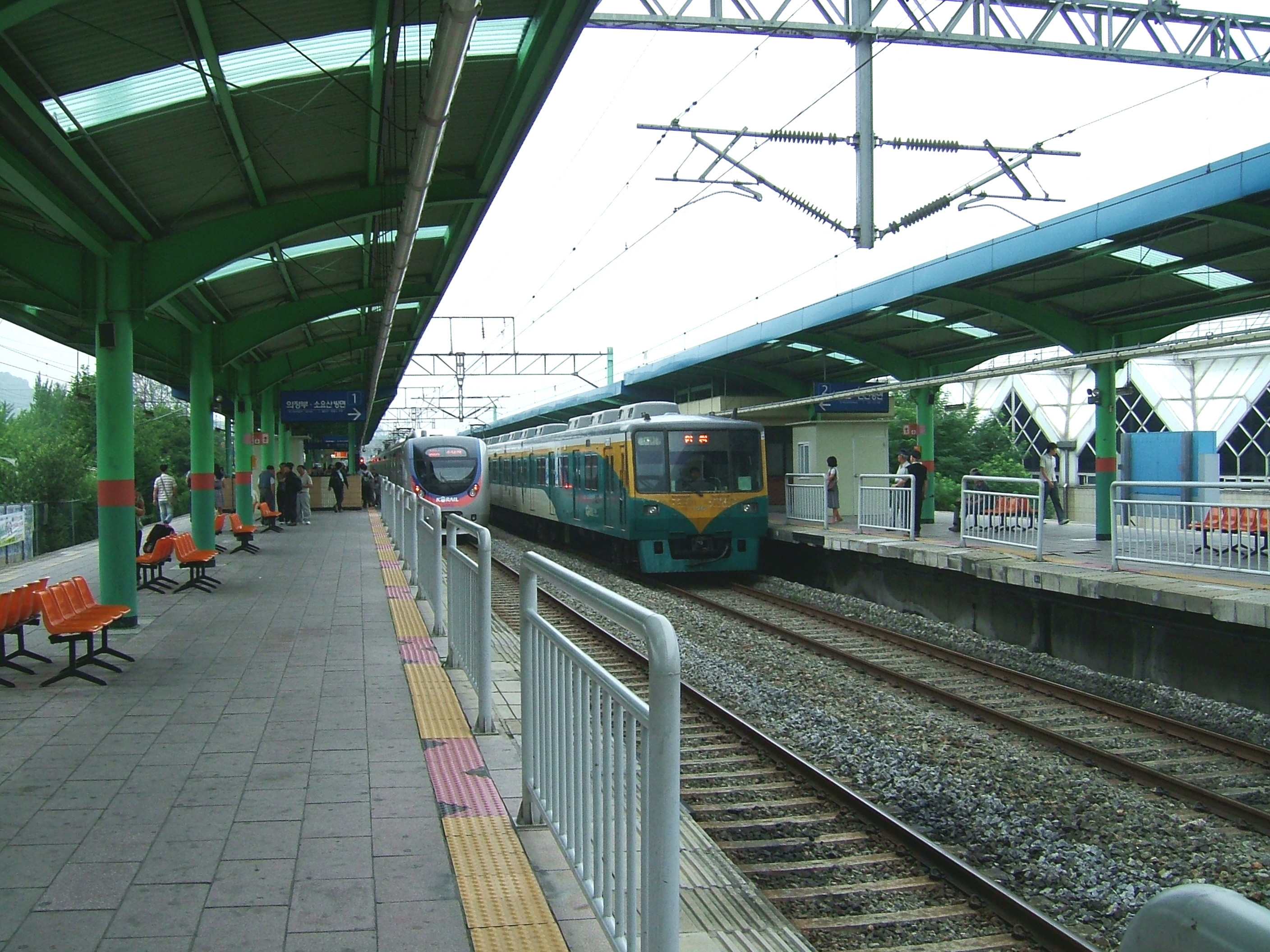
도봉산역

あ지상역(地上驛)은 플랫폼이 지상에 있는 철도역이다.